# Velký hadronový urychlovač

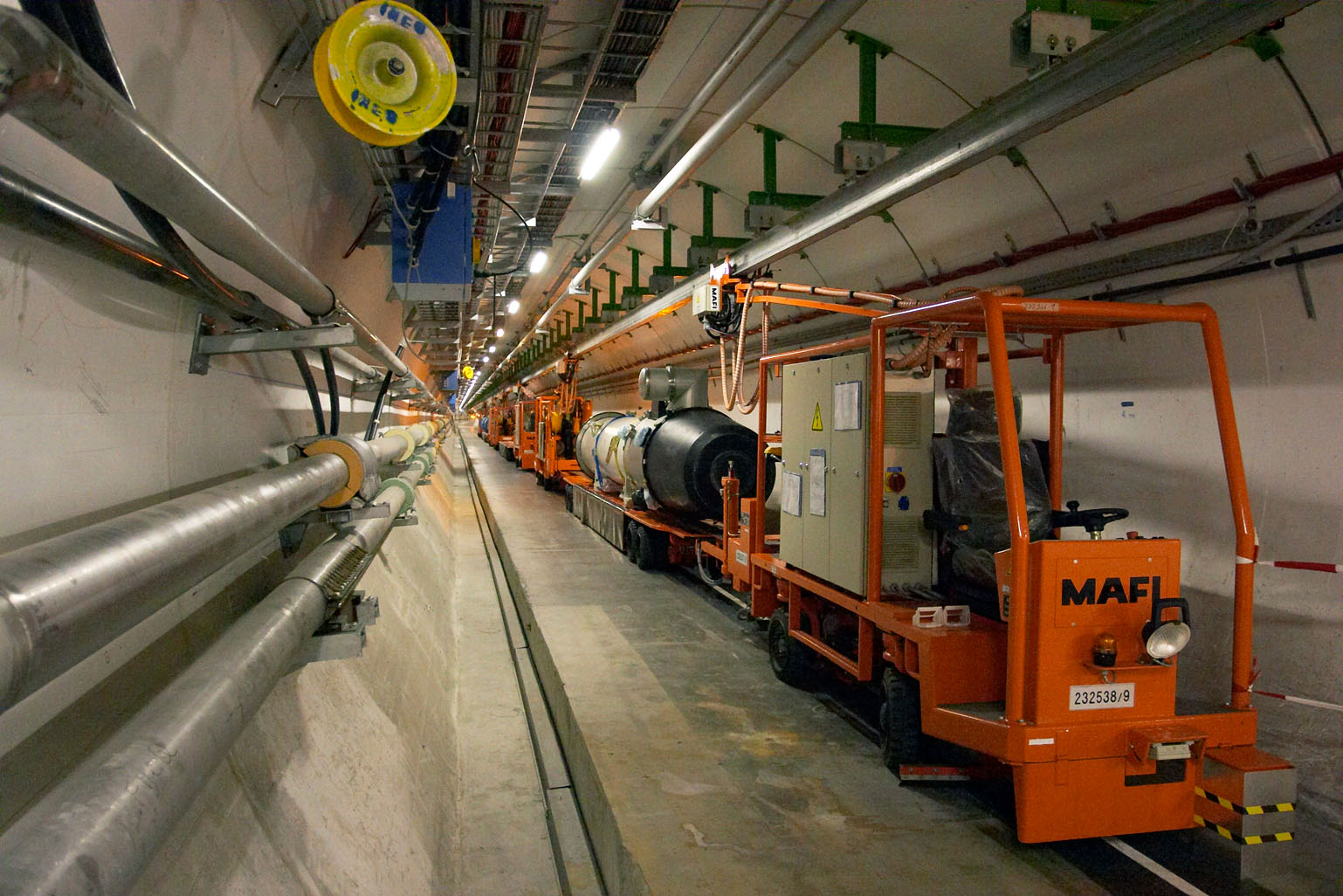
Jeden z více než 1800 supravodivých magnetů urychlovače LHC na transportním vozíku uvnitř 27 km dlouhého podzemního tunelu

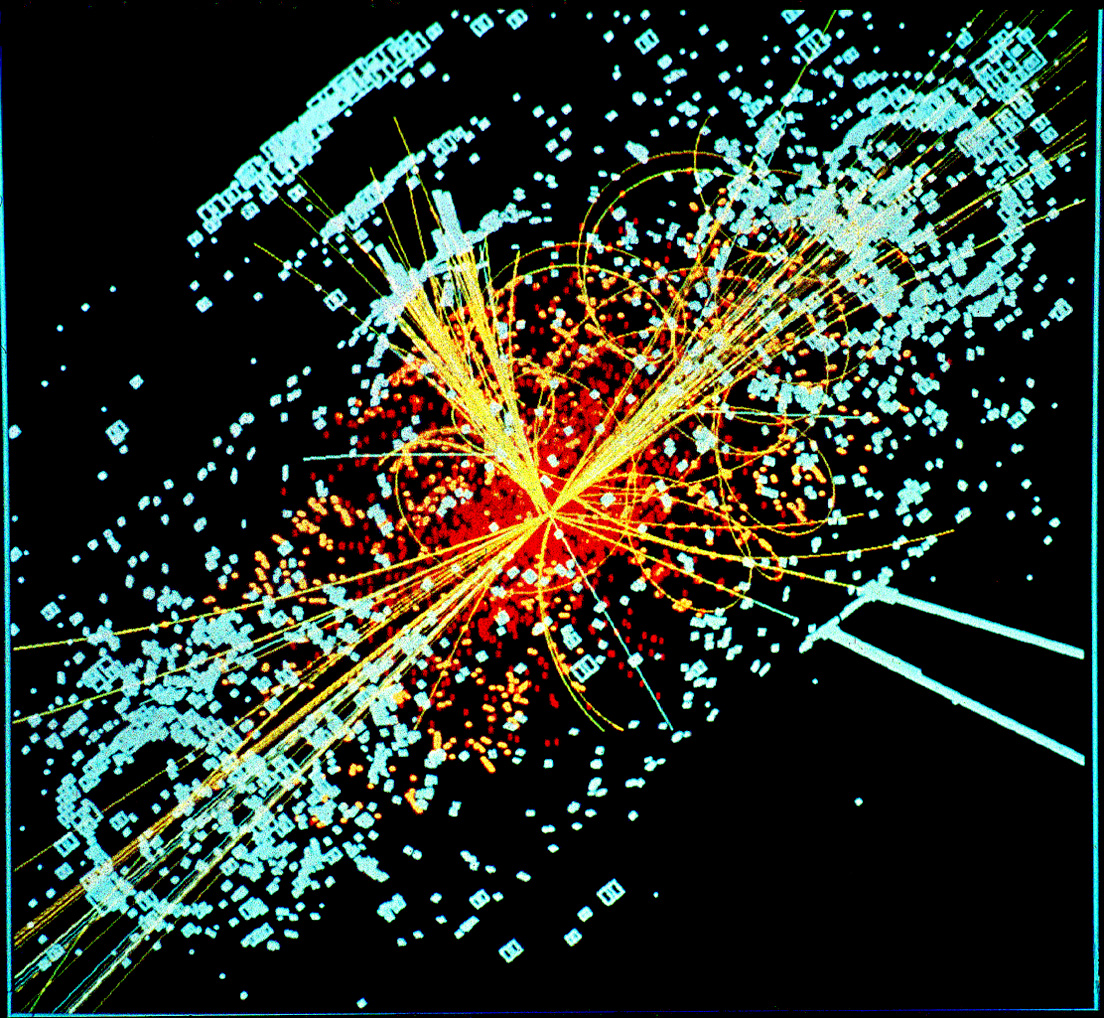
Od urychlovače.
Každý vyslaný paprsek bude obvěma svazky částic stejného druhu, buď protony nebo mezi různými typy iontů, především čelní srážky mezi urychlovačů a budou vstřikovány do LHC, kde budou cestovat skrz vakuum přirovnatelné k vakuu ve vesmíru. Supravodivé magnety pracující při extrémně nízkých teplotách budou usměrňovat svazky v trubici iontů olova. Svazky budou vytvářeny v již existujícím řetězci, budou obsahovat okolo 3000 svazků částic a v každém z nich bude obsaženo přibližně 100 miliard částic. Částice jsou tak drobounké, že pravděpodobnost vzájemné srážky je velmi malá.

Velký hadronový urychlovač (Large Hadron Collider – LHC; doslovný překlad Velký hadronový srážeč) je největší urychlovač částic na světě, pracovat začal 10. září 2008. Je umístěn v podzemí na území mezi pohořím Jura ve Francii a Ženevským jezerem ve Švýcarsku. Na jeho návrhu se podílelo přes 2000 vědců ze 34 zemí světa.
LHC je instalován v kruhovém tunelu o obvodu 27 kilometrů v hloubce 50–170 m pod zemí. Tunel byl postaven roku 1980 pro předchozí Velký elektron-pozitronový urychlovač (LEP). Zajímavostí je, že tunel není umístěn vodorovně, ale má mírný sklon (0.708°), protože tehdejší technologie nebyly schopny zajistit ekonomické hloubení tunelů skrz některé horniny. Tunel přechází mezi hranicemi Francie a Švýcarska ve čtyřech místech, nicméně většina zařízení se nachází ve Francii. Přestože je tunel veden v podzemí, na zemském povrchu se nachází některé budovy umožňující jeho existenci (např. kompresory, ventilace, chladicí zařízení a ovládací stanice).
Výsledky měření z urychlovače LHC jsou nesmírně důležité pro jaderné fyziky, otvírají nové možnosti v oblasti výzkumu a odhalují neznámé stránky vesmíru. Přístroj urychluje dva paprsky částic proti sobě rychlostí 99,95 % c. Srážky těchto paprsků vytváří spršky nových částic, které jsou poté předmětem vědeckého studia.

## Funkce
LHC produkuje něco okolo 20 srážek na každých 200 miliard vystřelených částic. Přesto se však takové srážky dějí více než 30 milionkrát za sekundu.
Při rychlosti blížící se rychlosti světla udělá proton v LHC 11 245 oběhů za sekundu. Svazek má možnost obíhat dokola až 10 hodin a urazit dráhu větší než 10 miliard kilometrů – pro srovnání je to větší vzdálenost než cesta na planetu Neptun a zase zpět.

## Popis zařízení

Schematický náčrt konfigurace urychlovačů LHC a detektorů(žlutě).

Po dosažení energie 0,45 TeV se ze soustavy urychlovačů vstříknou částice do LHC, kde udělají miliony oběhů. Při každém oběhu částice dostanou další impuls od elektrického pole vytvářeném ve speciálních dutinách, dokud jim nebude udělena konečná energie 7 TeV. Svazek o vysoké energii je v LHC udržován soustavou 1800 supravodivých magnetů. Tyto magnety o nízkých teplotách mohou vést elektrický proud s nulovým odporem, proto mohou vytvořit mnohem silnější magnetické pole. Vodiče elektromagnetů jsou vyrobeny z niobotitanové slitiny a pracují při teplotě 1,9 K (-271°C).
LHC pracuje s magnetickými poli okolo 8 tesla, přičemž běžné „teplé“ elektromagnety jsou schopné vytvořit magnetické pole okolo 2 tesla.
CERN v současné době pracuje na vývoji technologie počítačových sítí zvané GRID. To má spojovat desítky a později stovky PC pro vytvoření prostředku pro zpracování dat zaznamenaných na detektorech LHC. Experimenty LHC budou produkovat enormní množství dat. Každý rok to bude dostatek informací na naplnění kapacity takového počtu CD, že by se z nich dal postavit 20 km vysoký sloup (cca 15 Petabajtů = 15 milionů GB).

### Experimenty a jejich detektory
Účelem částicového detektoru je zaznamenávat a vizualizovat exploze částic, které jsou důsledkem srážky. Informace o rychlosti, hmotnosti a elektrickém náboji částice pomohou fyzikům zjistit identitu dané částice. Úkol to ale nebude snadný. Předpokládáme, že LHC pomůže objevit nové částice. Ty však nebudou volně poletovat a čekat, až si jich někdo všimne. Všechny důkazy o existenci částice budou nepřímé. Některé mohou existovat pouze nepatrné zlomečky sekundy a proto uvidíme pouze produkty jejich rozpadu.
Moderní přístroje částicové fyziky se skládají z vrstev sub-detektorů, každý se specializuje na určitý typ částice. 3 hlavní typy sub-detektorů:
- Sledovací zařízení – odhaluje trajektorii elektricky nabité částice podle stopy, kterou za sebou nechají (pokud jsou ve vhodné směsi).
- Kalorimetr – měří ztrátu energie při průchodu. Obvykle je navržen tak, aby zastavil a absorboval většinu částic přicházejících z kolize. Kalorimetry jsou konstruovány z vrstev hustých materiálů (olovo) a prokládány aktivními médii (tekutý argon). Kalorimetry zastaví většinu známých částic kromě mionů a neutrin (ty mohou pouze vychýlit např. radioaktivní látky)
- Částicový identifikační detektor – identifikuje částici podle záření vysílaného nabitou částicí.

#### ALICE
Pro experiment ALICE sráží LHC olověné ionty, aby se tak vytvořily podmínky shodné s těmi po Velkém třesku. Získaná data umožňují fyzikům studovat stav hmoty zvaný kvark-gluonové plazma, které nejspíše při velkém třesku existovalo.
Protony a neutrony jsou tvořeny kvarky (proton: 2 kvarky up, 1 kvark down, neutron: 1 kvark up, 2 kvarky down), které drží pohromadě díky jiným částicím zvaným gluony (od anglického slova glue – lepidlo). Gluony působí na kvarky tak velkou silou, že samostatný kvark ještě nebyl nalezen.
Kolize v LHC způsobí teploty vyšší než 100tisícinásobek teploty v jádru Slunce. Při těchto podmínkách se protony a neutrony roztaví a uvolní tak kvarky ze svazku s gluony. Tím vznikne kvark-gluonové plazma. Experiment ALICE sleduje jeho vznik a zpětné přetvoření na známou hmotu.

#### ATLAS

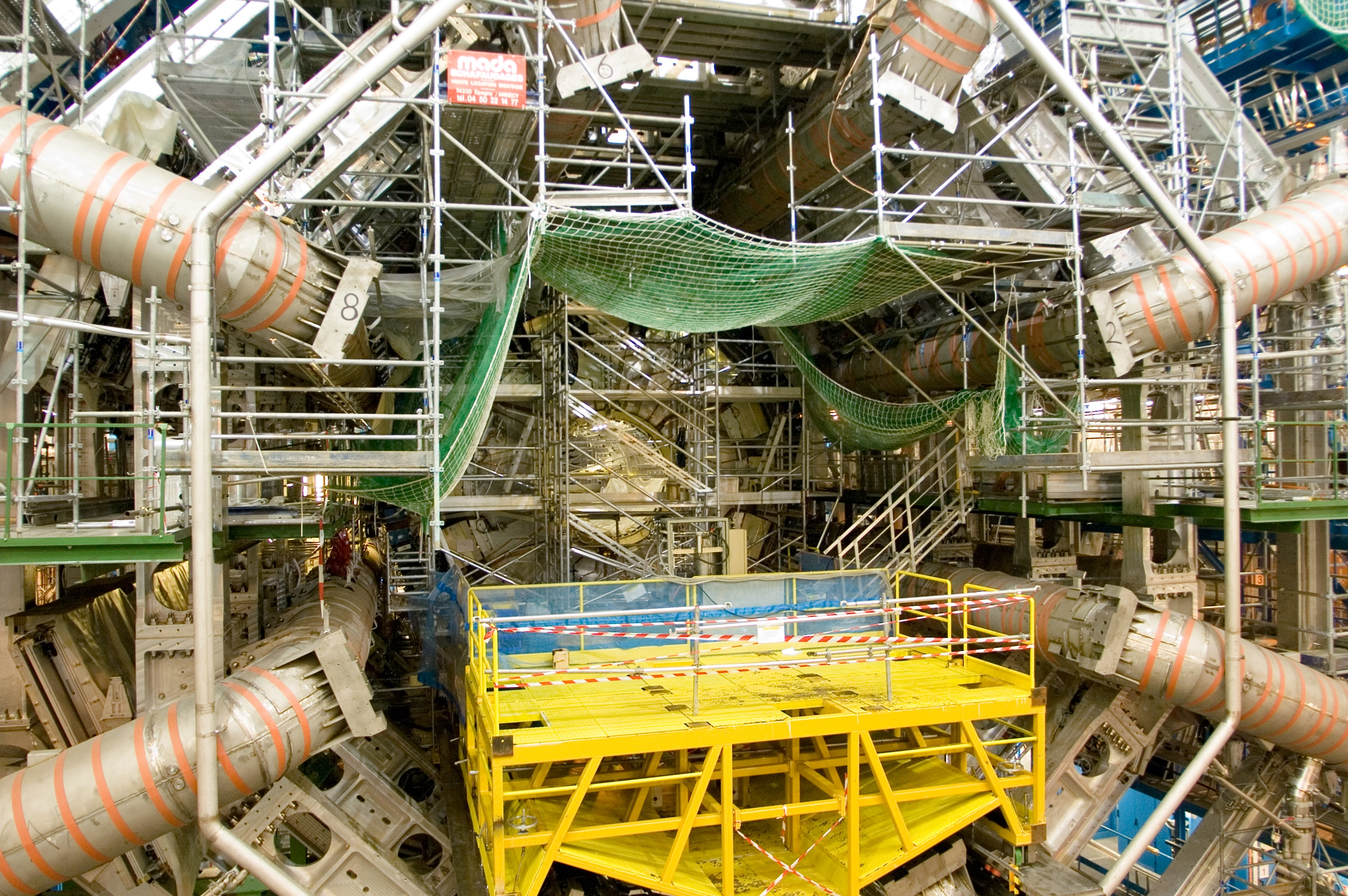
Pohled na částicový detektor ATLAS v průběhu výstavby, jeden ze šesti hlavních vědeckých přístrojů LHC

ATLAS je jeden ze dvou víceúčelových detektorů v LHC. Bude zkoumat fyziku ve větším rozsahu, než například ALICE, včetně pátrání po Higgsově bosonu, extra dimenzích a částicích, které by mohly tvořit temnou hmotu. ATLAS, podobně jako CMS, bude zaznamenávat trajektorie, energie a identitu částic, vznikajících při kolizích, avšak tyto dva experimenty vyvinuly radikálně odlišná technická řešení pro systém magnetů ve svých detektorech. Systém magnetů je pro ATLAS typický. Tvoří ho 8 obřích magnetů, poskládaných na délku do kruhu tak, aby magnetické pole bylo nejsilnější uprostřed detektoru. Každý z těchto magnetů měří 25 metrů a je složen ze supravodivých cívek.
Polovina pixelových detektorů pro detektor ATLAS byla vyvinuta a vyrobena v Rožnově pod Radhoštěm ve společnosti ON SEMICONDUCTOR CZECH REPUBLIC, s.r.o.. Na vývoji se podílel též Fyzikální ústav Akademie věd České republiky.

#### CMS

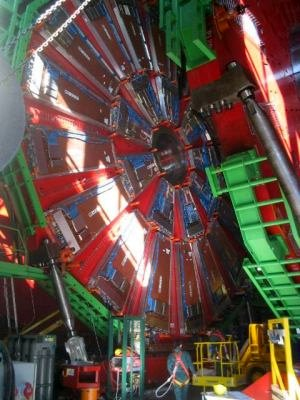
Pohled na částicový detektor CMS v průběhu výstavby

Podobně jako ATLAS i CMS bude zkoumat větší úsek částicové fyziky, včetně Higgsova bosonu, extra dimenzí a částic tvořících temnou hmotu. Je patrné, že CMS zkoumá stejné problémy jako ATLAS, rozdíl je ale ve způsobu. Na rozdíl od ATLASu použije CMS pouze jednoho obřího elektromagnetu cylindrického tvaru (solenoidu).
Solenoid obalující vlastní detektor je složen z cylindrické cívky supravodivých kabelů. Tento gigantický magnet je schopen vytvořit magnetické pole o síle 4 tesla (zhruba 100 tisíckrát větší, než magnetické pole Země). Toto pole musí být poutáno ocelovými výztuhami, které tvoří značnou část celkové hmotnosti detektoru
(12 500 tun). Zajímavostí detektoru je, že jako jediný byl nejdříve postaven na povrchu a teprve pak spuštěn do podzemí.

#### LHCb
LHCb se specializuje na prozkoumání nepatrných rozdílů mezi hmotou a antihmotou studováním částice zvané kvark b (b znamená »bottom« jako »spodní« nebo také »beauty« jako »krásný«. Detektor by měl zodpovědět proč se zdá, že vesmír je složen téměř výhradně z hmoty, ale ne z antihmoty.
Namísto obklopení místa kolize detektorem používá LHCb řadu sub-detektorů ke zjištění částic. Vertex Locator (VELO) je prvním detektorem umístěným okolo místa srážky, kde bude měřit trajektorie částic v místě interakce. Po detektoru VELO následuje RICH-1. Bude identifikovat trajektorie částic malých hybností. Hlavní sledovací zařízení je uloženo před i za magnetem a bude opět zaznamenávat trasy částic a měřit jejich hybnosti. Na okraji je sledovací zařízení RICH-2 pro sledování částic s vysokou hybností.
LHC vytvoří velké množství kvarků různých typů, předtím, než se rozpadnou na jiné formy. K zachycení kvarků b vyvinuli vědci pro LHCb sofistikovaná pohyblivá sledovací zařízení blízko drahám paprsků kroužících v LHC.

#### TOTEM
Experiment TOTEM se zaměří na zkoumání jevů, které se nevešly do škály úkolů víceúčelových detektorů ATLAS a CMS. Bude měřit velikosti částic a přesně monitorovat luminozitu LHC.
K tomu musí být TOTEM schopen detekovat částice produkované velmi blízko paprsků obíhajících v LHC. To vyžaduje detektory ve speciálně navržených vakuových komorách zvaných Římské hrnce (Roman pots), připojených k trubkám s paprsky. 8 těchto zařízení bude v párech umístěno v blízkosti kolizí v detektoru CMS na čtyřech místech.
CMS a TOTEM jsou dva experimenty na sobě nezávislé avšak TOTEM bude sloužit jako sběrač dat ze všech experimentů.

#### LHCf
LHCf má za úkol simulovat kosmické záření v laboratorních podmínkách za pomoci částic vytvořených uvnitř LHC. Je nejmenším experimentem, co do počtu vědců (22).
Kosmické záření je způsobeno nabitými částicemi z vesmíru, které neustále bombardují zemskou atmosféru. Narážejí do jader ve vyšší atmosféře a způsobují kaskádu částic, které dosáhnou zemského povrchu. Získání znalostí o chování kosmického záření, resp. těchto kaskád částic pomůže vědcům vypracovat velké experimenty, které pokryjí tisíce kilometrů.

## Účel
Očekávaný start projektu v roce 2008 zajistí srážky o největší energii, jaká kdy byla dosažena v laboratorních podmínkách. Čtyři obrovské detektory – ALICE, ATLAS, CMS a LHCb – budou zkoumat srážky a tímto způsobem budou možná fyzici schopni prozkoumat nové teorie hmoty, energie, vesmíru a času. Výsledky z LHC mohou vrhnout nové světlo na:
- Temnou energii
- Temnou hmotu a částice které ji tvoří
- Antihmotu
- Higgsův boson
- Kvarky a leptony – jsou skutečně fundamentální částice?

## Výkonnost
LHC je přístroj pro koncentraci energie ve velmi malém prostoru. Částice budou mít energii řádově TeV. 1 TeV je energie srovnatelná s energií letícího komára, háček je v tom, že proton je asi trilionkrát menší než komár.
Každý proton rotující v LHC bude mít energii 7 TeV, takže když se srazí dva protony, energie srážky bude 14 TeV. Ionty olova mají 82 protonů a dohromady dávají ekvivalentně vysokou energii: kolize dvou svazků iontů olova bude mít energii srážky okolo 1150 TeV.
Při plném výkonu bude mít každý svazek energii 350 MJ, což je energie jakou má vlak o hmotnosti 200 tun jedoucí rychlostí 60 km/h. Tato energie je dostatečná k roztavení 500 kg mědi. Energie uložená v magnetech je ještě přibližně třicetkrát vyšší (11 GJ).

## Cena
LHC původně v roce 1995 dostal rozpočet 2,6 miliard švýcarských franků na stavbu a 210 milionů švýcarských franků na experimenty. Nakonec cena vzrostla na 8 miliard amerických dolarů. Zhruba třetinu stálo personální zajištění a zbytek materiál. Roční náklady na provozní energii stojí 19 miliónů EUR.

## Simulace LHC před spuštěním
Během stavby LHC se usilovně hledalo takové nastavení celého zařízení, které by umožnilo dlouhodobý oběh částic bez nárazu do stěny urychlovače. Takovýto náraz by měl za následky dlouhodobou odstávku celého urychlovače. K simulacím byla využita celosvětová distribuovaná síť systému BOINC, která již od roku 2004 zajišťovala velkou výpočetní kapacitu. Díky projektu LHC@home se na stavbě a samotném ladění urychlovače mohl podílet kdokoliv, kdo měl doma počítač a připojení k internetu. Do výpočtů bylo zapojeno 53 703 lidí na celém světě, z toho 1 658 Čechů. Oficiální zahájení experimentu proběhlo 21. října 2008.

## Obavy veřejnosti
Vědci i laici, kteří nejsou součástí komunity kolem LHC, vyjádřili znepokojení, že LHC může způsobit jednu z několika teoretických katastrof, které by mohly zničit Zemi nebo dokonce celý vesmír:
- Vytvoření stabilní černé díry
- Vytvoření zvláštní hmoty, která by byla stabilnější než normální hmota

CERN vytvořil studii, která by vyšetřila, jestli se takové nebezpečné události jako vytvoření stabilní mikroskopické černé díry mohou stát. Studie došla k závěru: „Nenašli jsme žádný podklad pro jakoukoli možnou hrozbu.“ Například, není možné vytvořit mikroskopické černé díry, pokud by určité neotestované teorie byly správné. I kdyby však vznikly, ihned by se vytratily a byly by tak neškodné. Jeden z nejsilnějších argumentů, že LHC je bezpečný, je fakt, že kosmické paprsky o mnohem větší energii, než může LHC kdy vyprodukovat, bombardovaly Zemi a všechna tělesa ve sluneční soustavě miliardy let bez takovýchto účinků. Stejně ale u každého nového experimentu nikdy není možné s jistotou říct, co se stane. John Nelson z Birmingham University řekl, že „je velmi, velmi nepravděpodobné, že existuje nějaké riziko - ale nemohu to dokázat.“
RHIC, podobný, jen mnohem menší urychlovač, funguje již od roku 2000 a nezpůsobil zatím žádné Zemi-ničící efekty.
Podle britského deníku Telegraph obdrželi vědci pracující na LHC řadu výhrůžných e-mailů a telefonátů od lidí obávajících se, že by urychlovač mohl vytvořit černou díru nebo vyvolat zemětřesení. Na počátku experimentu údajně do systému pronikla skupina řeckých hackerů a na internetové stránky experimentu vložili nápis „GST: Greek Security Team“. Podle deníku se hackeři dostali těsně k počítači, který řídí magnety, jež regulují paprsek částic.

## Pokračování
Přes kritiky současného LHC a přes zveličování Higgsova bosonu, se již připravují různé varianty nového urychlovače (i 100 km velkého se 100 TeV), který bude ten stávající nadále využívat (tak jako LHC využil předchozí urychlovač LEP, a ten zase SPS a ten PS). Bývá také označován jako High Luminosity Large Hadron Collider nebo Future Circular Collider (FCC). Roku 2018 se ovšem ukázalo, že nelze očekávat nové částice (mimo standardní model) do 30 TeV a tato hranice se daná elektrickým dipólovým momentem elektronu se roku 2022 změnila 2,4krát.
Navrhován je také Compact Linear Collider (CLIC) od délce 11 až 50 km.